# ديفيد بورتكا
ديفيد بورتكا (بالإنجليزية: David Burtka)‏ مواليد 29 مايو 1975 في ديربورن، الولايات المتحدة، هو ممثل أمريكي بدأ مسيرته الفنية سنة 1999. درس في جامعة ميشيغان.

## الأعمال

### مسلسلات
- الجناح الغربي (2002)
- عبر جوردان (2005)
- سي اس آي: نيويورك (2007) (بدور: ديفيد كينغ)
- كيف قابلت أمكما (2006) (بدور: سكوتر)

## روابط خارجية
- ديفيد بورتكا على موقع IMDb (الإنجليزية)
- ديفيد بورتكا على موقع ألو سيني (الفرنسية)
- ديفيد بورتكا على موقع أول موفي (الإنجليزية)
- ديفيد بورتكا على موقع قاعدة بيانات برودواي على الإنترنت (الإنجليزية)
- ديفيد بورتكا على موقع إن إن دي بي (الإنجليزية)
- ديفيد بورتكا على موقع قاعدة بيانات الفيلم (الإنجليزية)
- ديفيد بورتكا على موقع كينوبويسك (الروسية)